# Kenichi Sugano
Kenichi Sugano (菅野 賢一 Sugano Kenichi?), född 8 augusti 1971 i Mie prefektur, är en japansk före detta fotbollsspelare.
Sugano började sin karriär 1994 i Kashiwa Reysol. Efter Kashiwa Reysol spelade han för Kawasaki Frontale, Mito HollyHock och Gunma FC Horikoshi. Han avslutade karriären 2004.